# Centromerus cornupalpis
Centromerus cornupalpis är en spindelart som först beskrevs av O. Pickard-Cambridge 1875.  Centromerus cornupalpis ingår i släktet Centromerus och familjen täckvävarspindlar. Inga underarter finns listade i Catalogue of Life.